# Corning (Wisconsin)
Corning es un pueblo ubicado en el condado de Lincoln en el estado estadounidense de Wisconsin. En el Censo de 2010 tenía una población de 883 habitantes y una densidad poblacional de 2,33 personas por km².

## Geografía
Corning se encuentra ubicado en las coordenadas 45°16′13″N 89°57′1″O / 45.27028, -89.95028. Según la Oficina del Censo de los Estados Unidos, Corning tiene una superficie total de 379.26 km², de la cual 378.62 km² corresponden a tierra firme y (0.17%) 0.64 km² es agua.

## Demografía
Según el censo de 2010, había 883 personas residiendo en Corning. La densidad de población era de 2,33 hab./km². De los 883 habitantes, Corning estaba compuesto por el 98.41% blancos, el 0% eran afroamericanos, el 0.11% eran amerindios, el 0.57% eran asiáticos, el 0.23% eran isleños del Pacífico, el 0.11% eran de otras razas y el 0.57% pertenecían a dos o más razas. Del total de la población el 0.57% eran hispanos o latinos de cualquier raza.